# Chiesa di San Francesco di Paola (Corigliano Calabro)
Il santuario San Francesco di Paola, noto anche come chiesa e romitorio di San Francesco di Paola, è un edificio religioso cattolico del comune di Corigliano Calabro.

## Storia
Secondo la tradizione venne costruita tra il 1474 e il 1476 dallo stesso San Francesco da Paola, quando si recò a Corigliano chiamato dal conte Girolamo Sanseverino, perché suo figlio Bernardino era afflitto da una grave malattia.

## Descrizione
La struttura esterna ha un prospetto di ordine dorico, e invece internamente si presenta d'ordine corinzio, con cappelle sia a destra che a sinistra e un pregevole soffitto a cassettoni settecentesco. L'altare maggiore rialzato di due gradini dal livello della chiesa si presenta incorniciato da un coro ligneo del 1776 attribuito a Pasquale Pelusio, e sormontato dall'affresco della Santissima Trinità, attribuito a Pietro Negroni.
Le opere d'arte più importanti conservate nel santuario sono un quadro di San Francesco da Paola in iconografia originale attribuito a Girolamo Varni, un'effige lignea di San Francesco di Paola con al centro un reliquiario contenente un pezzo del costato del santo e infine la croce bronzea appartenuta al santo paolano e donata alla cittadinanza in sua memoria e un pezzo della canna con il quale San Francesco salvò  la chiesa e il convento  dall'invasione ottomana.